# 康河

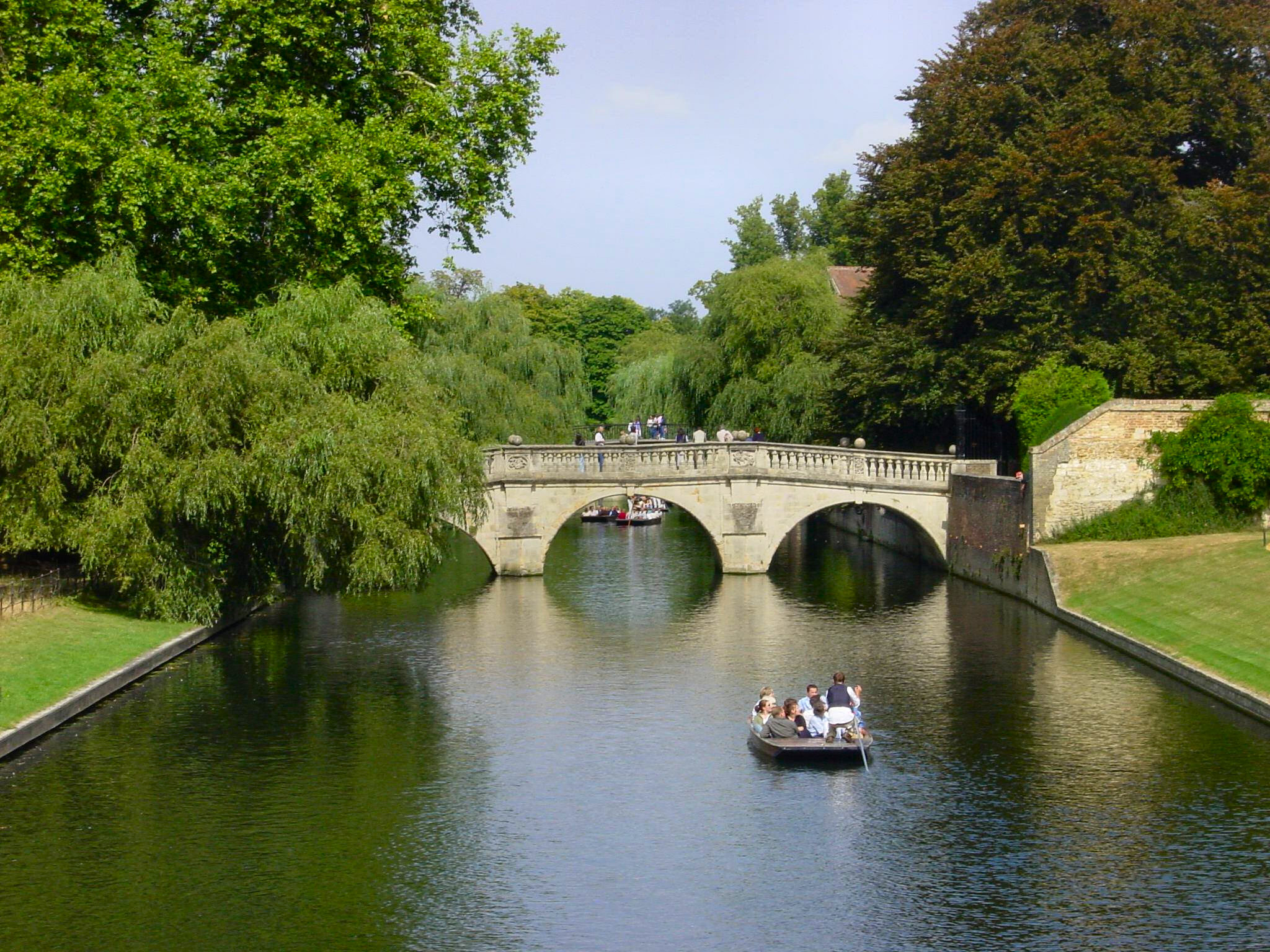
國王學院橋

康河（英語：River Cam），又譯劍河，是英格兰東部大烏茲河的一條支流，兩條河在伊利的南邊教皇角會合，大奧希河讓康河和英國的運河系統連結起來，早期命名為葛蘭塔（Granta），但是在盎格魯-撒克遜人的葛蘭特貝瞿（Grantebrycge）鎮的名字已經被修改到劍橋之后，這條河也更名，而它也和小得多的格洛斯特凱姆河沒有關係。

## 河的下游和中游

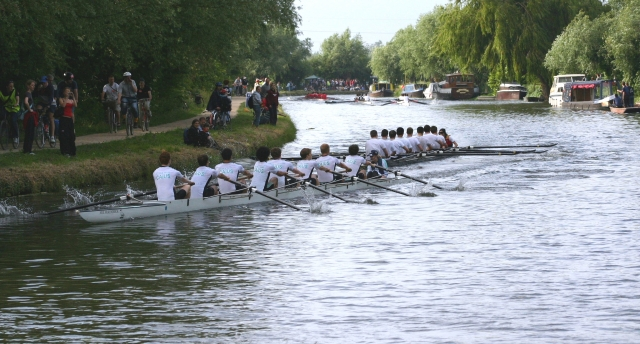
冈维尔与凯斯学院的賽艇隊於2005年May Bumps

康河流經劍橋，在京斯林恩匯入北海，總長約64公里。康河管理組織在1702年組成，負責讓這條河持續可通行。組織需負責兩個在劍橋和劍橋東北的水閘：傑瑟斯閘（52°12′46″N 0°7′15″E / 52.21278°N 0.12083°E）、貝思拜克閘（52°14′11″N 0°10′28″E / 52.23639°N 0.17444°E）和波堤斯漢姆閘（52°16′7″N 0°12′32″E / 52.26861°N 0.20889°E）。北邊的貝思拜克閘認為在下游。
在傑瑟斯閘和貝思拜克閘之間的中游，借給訓練比賽的大學院划船隊。劍橋賽艇比賽舉行於此。
在這伸展上還有很多家居式小船，成立自己叫Camboaters（康河船人）的一個社區。讓機械動力的小船進入，「La Mimosa」是傑瑟斯·格林的在4月1日至9月30日上游末端的酒店。在10月1日和3月31日之間是磨坊池（Mill Pool），但是很少人利用，河的停泊地非常少時，而河太狹窄和橋太低讓大多數小船仍容易經過/轉彎。

## 從貝克斯到格蘭切斯特

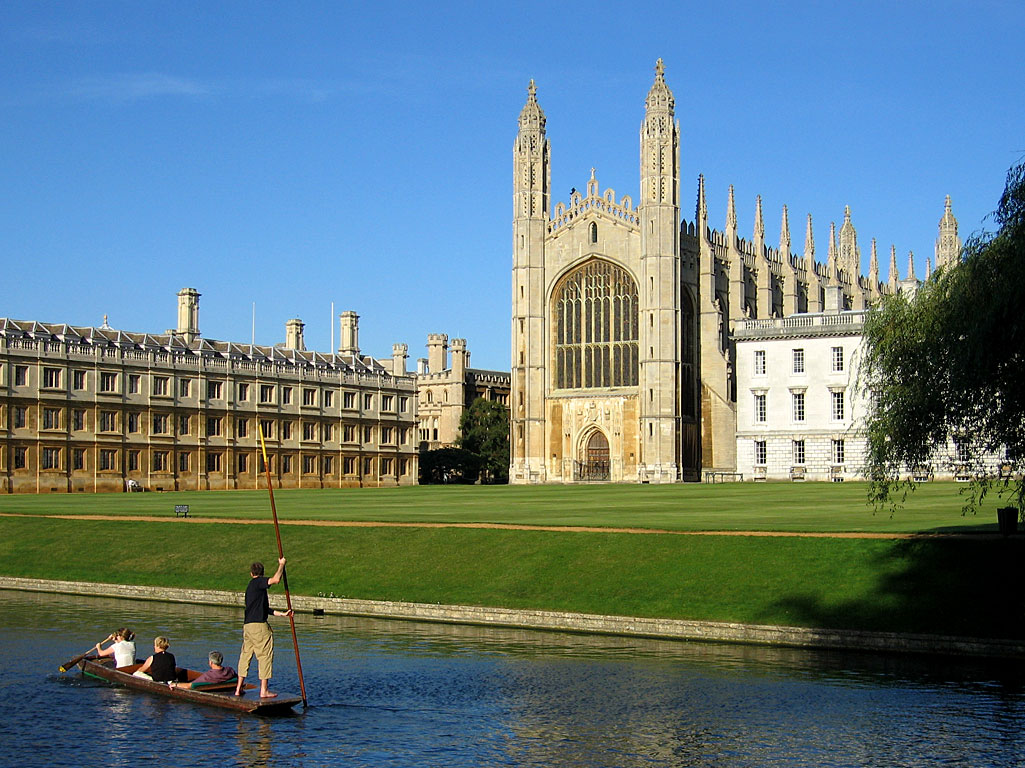
貝克斯——劍橋大學國王學院禮拜堂和克萊爾學院

上游是從傑瑟斯閘以上。在傑瑟斯閘和磨坊池之間，它穿過大多數學院的牆下。這是非常受遊客歡迎的河的部分，風景明信片常有那裡的雅致的橋、綠色草坪和優雅柳樹的照片。也有一曳船路的不平常的特徵：貝克斯的河邊學院不允許有駁船馬，野獸跋涉康河向上在他們后面拉他們負荷的工廠。
從磨坊池和堰向上游透過格蘭切斯特的村莊和拜倫水池，提供給了河流。平底船最普遍，在夏天這條上面河只開放手工推進的船。平底船和獨木舟可以被透過滾柱，來到更上游的在堰周圍用人工操作。

## 支流
康河的兩個主要支流是葛蘭塔河和瑞河，雖然兩個也被官方認為康河的一部分。瑞河長12英里，從哈福德郡的阿斯威西部源起，經過劍橋郡南的農田。葛蘭塔河更長，約15英里，源起埃塞克斯郡的村莊威丁坦，在葛蘭切斯特合流。

## 文學
拜倫的水池當時是魯珀特·布魯克和劍橋無信仰者的浴場。布魯克過去常常乘獨木舟從劍橋到格蘭切斯特寄宿舍，包括Old Vicarage。他的1912的想家的詩可喚起這條難忘的河：
Oh! there the chestnuts, summer through,

Beside the river make for you

A tunnel of green gloom, and sleep

Deeply above; and green and deep

The stream mysterious glides beneath,

Green as a dream and deep as death.

...

To smell the thrilling-sweet and rotten

Unforgettable, unforgotten

River-smell, and hear the breeze

Sobbing in the little trees.	

Say, do the elm-clumps greatly stand

Still guardians of that holy land?

The chestnuts shade, in reverend dream,

The yet unacademic stream?

—"The Old Vicarage, Grantchester", Collected Poems（1916）
漢語翻譯：

栗樹，穿越夏日，
 
親鄰的康河培育你

綠茵形成的隧道如此寂靜

深綠的上空，又綠又深
 
那溪，靜靜的流，

綠如夢，深如眼。

令人振奮的氣味

永駐未忘

嗅清流，聽微風

對小樹談心。

榆樹叢佇立在那

想問，聖地的守護者尚在？

栗樹蔭涼，在令人稱羨的夢裡，

溪為何還不在學院之中？

和布魯克同時代的格溫·達爾文在Old Mill長大。她的一部描寫某一時代的小說，是令人驚嘆的在河上瞎混的童年的回憶錄。磨坊房現在是達爾文學院。

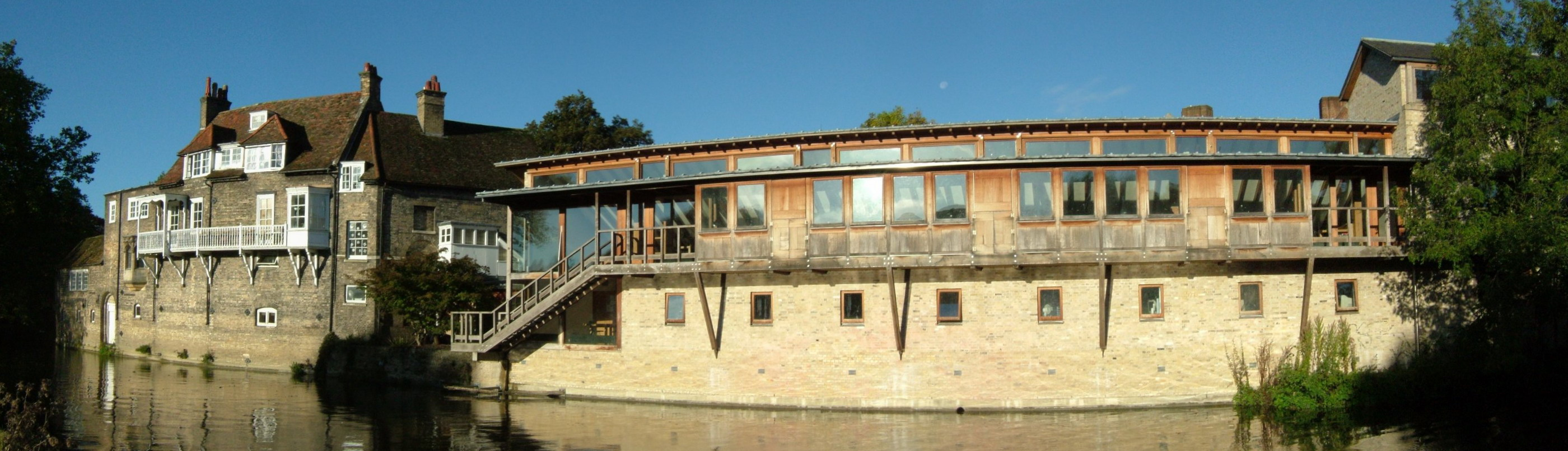
穿過磨坊池看見的達爾文學院

而兒童作者菲利波·比爾斯生活在大謝爾福德直到去世，以書內的康河為特色，最值得注意的是《Minnow on the Say》。在書中這條河重新命名為塞河（River Say），大謝爾福德和小謝爾福德成為大巴雷和小巴雷（Barley）和劍橋變成「卡索佛德」（Castleford，不要將他同和約克郡西部的同名的鎮混淆)。
中國作家徐志摩也在散文《我所知道的康橋》內描述了康河：「登那土阜上望去，康橋只是一帶茂林，擁戴幾處娉婷的尖閣。嫵媚的康河也望不見蹤跡，你只能循著那錦戴似的林木想像那一流清淺。村舍與樹林是這地盤上的棋子，有村舍處有佳蔭，有佳蔭處有村舍。......伺候著河上的風光，這春來一天有一天的消息：關心石上的苔痕，關心敗草裡的鮮花，關心這水流的緩急，關心水草的滋長，關心天上的雲霞，關心新來的鳥語。」

他在《再別康橋》則是大大讚美了康河：

「那河畔的金柳，

是夕陽中的新娘；

波光裡的豔影，

在我的心頭蕩漾。

軟泥上的青荇，

油油的在水底招搖；

在康河的柔波裡，

我甘心做一條水草！

那榆蔭下的一潭，

不是清泉，是天上虹

揉碎在浮藻間，

沉澱著彩虹似的夢。

尋夢？撐一支長篙，

向青草更青處漫溯，

滿載一船星輝，

在星輝斑斕裡放歌。」

## 瑣事

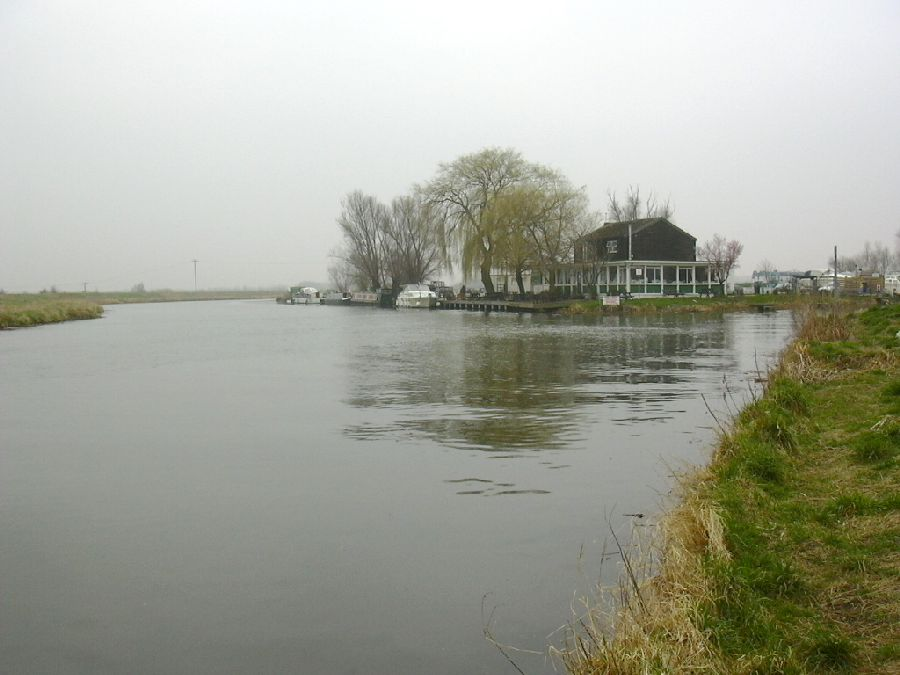
康河（左）和大奧希河會合

取用這條河水被認為得一種類似流行性感冒的，當地被稱為「劍橋風熱」（Cam fever）的病。河水在劍橋地區是比較暗，但潔淨的程度能滋養大量魚群，所以一般來說取用河水是可行的。因為污染一度較為嚴重，每年磨坊池游泳俱樂部主辦的往傑瑟斯格林的游泳會在過去有幾年沒有舉行。
康河的波堤斯漢姆閘下游可能仍然有江鱈；江鱈在約70年前在英國淡水絕種。一個新手漁夫把一條他捉到的和江鱈類似特性的魚命名為菲爾（Phil）。

## 外部連結
- 這條河的歷史和進程（英文）
- 康河管理組織 （页面存档备份，存于）（英文）
- 康河小船俱樂部指南（英文）